# Parafia św. Jana Chrzciciela w Zimnicach Wielkich
Parafia św. Jana Chrzciciela – rzymskokatolicka parafia położona przy ulicy Opolskiej 37 w Zimnicach Wielkich. Parafia należy do dekanatu Prószków w diecezji opolskiej.

## Historia parafii
Zimnice Wielkie po raz pierwszy wzmiankowane zostały 17 listopada 1295 roku, w dokumencie biskupa Jana Romki. Kościół parafialny wymieniony był w 1376 roku, a później w rejestrze świętopietrza w 1447 roku, jako parafia w archiprezbiteracie niemodlińskim. W XVII wieku miejscowość należała do parafii w Prószkowie. Ponowne erygowanie parafii nastąpiło 18 lutego 1888 roku. Obecny kościół wybudowany został w XVI wieku.
Proboszczem parafii jest ksiądz Gerard Tyralla.

## Zasięg parafii
Parafie zamieszkuje 970 osób, zasięgiem duszpasterskim obejmuje ona miejscowości:
- Zimnice Wielkie,
- Zimnice Małe.

### Inne kościoły i kaplice
Terytorialnie do parafii należy kościół filialny św. Franciszka z Asyżu w Zimnicach Małych.

### Szkoły i przedszkola
- Publiczne Gimnazjum w Zimnicach Wielkich,
- Publiczna Szkoła Podstawowa w Zimnicach Wielkich,
- Publiczne Przedszkole w Zimnicach Wielkich,
- Publiczne Przedszkole w Zimnicach Małych[3].

## Duszpasterze

### Kapłani po 1945 roku
- ks. Herman Josz,
- o. Bernard Tobolski – franciszkanin (OFM),
- o. Justyn Widuch – franciszkanin (OFM)[4],
- o. Józef Innocenty Glensk – franciszkanin (OFM),
- o. Bogusław Tadeusz Adamski – franciszkanin (OFM),
- o. Kasjan Pudliszewski – franciszkanin (OFM),
- ks. Jan Czereda[5].
- ks. Gerard Tyralla[2]